# Аксиніт

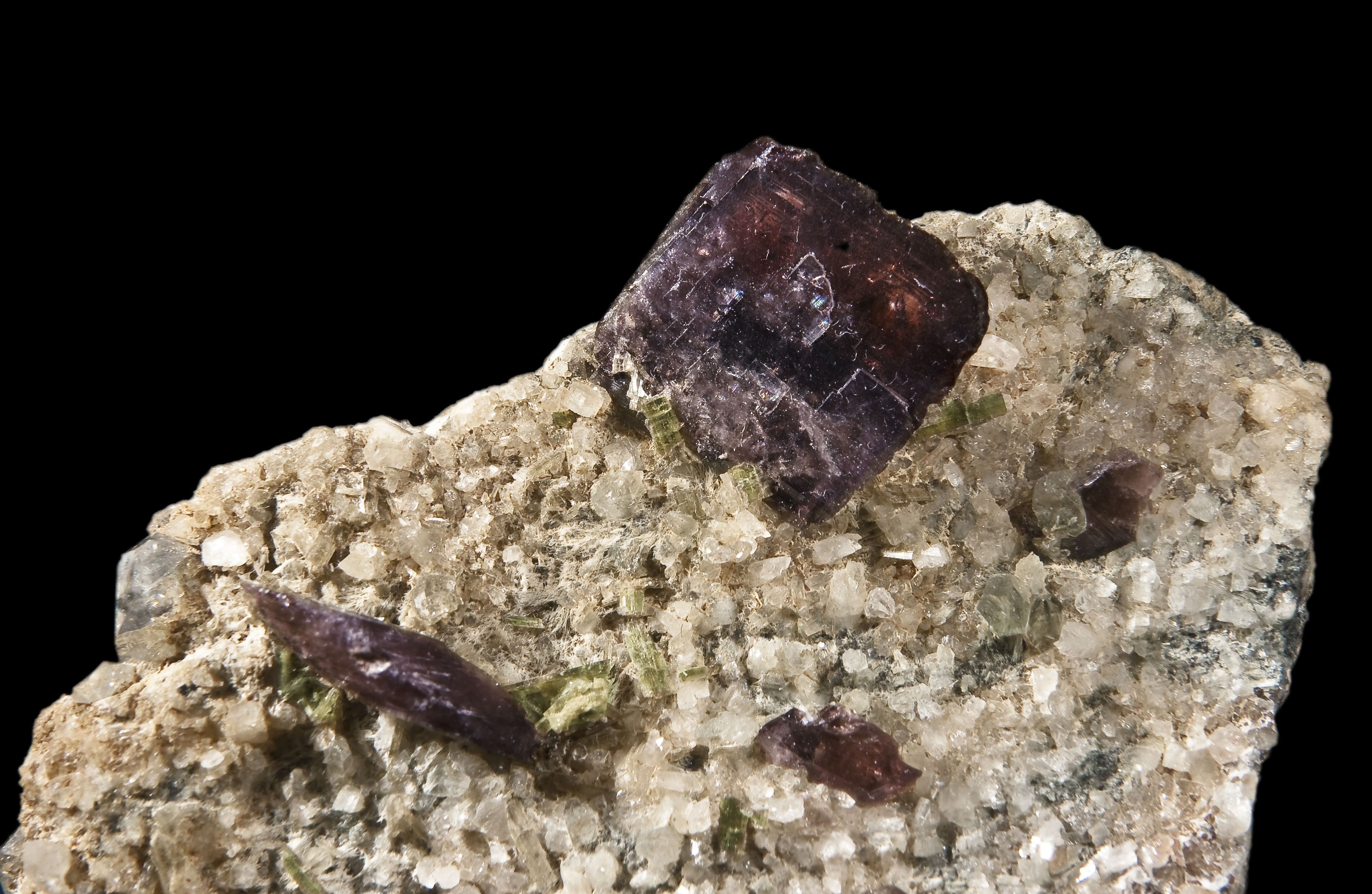
Фероаксиніт

Аксині́т — мінерал підкласу кільцевих силікатів, поширений бороалюмосилікат кальцію, заліза і марганцю.

## Склад і властивості
Формула: Ca2(Fe2+,Mn2+)AI2 [Si4O12]•[ВО3] (ОН).
Містить (%): CaO — 20,13; FeO — 5,94; MnO — 3,08; AI2О3 — 18,02; В2О3 — 5,84; SiO2 — 42,73; Н2О — 1,37.
Домішки: MgO; Fe2O3.
За співвідношенням Fe і Mn в А. виділяють
- фероаксиніт (Ca2FeAl2BO3Si4O12(OH)),
- магнезіоаксиніт (Ca2MgAl2BOSi4O15(OH)),
- манганаксиніт (Ca2MgAl2BO3Si4O12(OH))
- тинценіт (високомарганцевий А.; Ca2MnAl2BO3Si4O12(OH))) — жовтий, коричнево-жовтий до зеленого.

Сингонія триклінна. Кристали пластинчасті з гострими кінцями. Густина 3,25—3,30. Твердість 6,50—7,25. Колір червоний, рожевий, бузковий, білий, сірий, жовтий до коричневого, зеленкуватий. Блиск скляний. А. — характерний мінерал метасоматичних порід (ендоскарнів, скарноїдів і роговиків), рідше — гідротермальних жил.
Зустрічається в гідротермальних і пневматолітових, а також у метаморфічних комплексах, особливо в жилах альпійського типу.
Знаходиться разом з кварцом, польовим шпатом, епідотом, хлоритом; у рудних родовищах — з магнетитом, сульфідами. Часто супроводить контактово-метасоматичні родовища руд бору, олова, заліза, міді, свинцю, цинку тощо.

## Різновиди
Розрізняють:
- аксиніт залізистий (відміна аксиніту, яка містить до 7,5 FeO);
- аксиніт магніїстий (відміна аксиніту, яка містить до 3 % MgO);
- аксиніт марганцевистий (відміна аксиніту, яка містить до 14 % MnO).

## Галерея

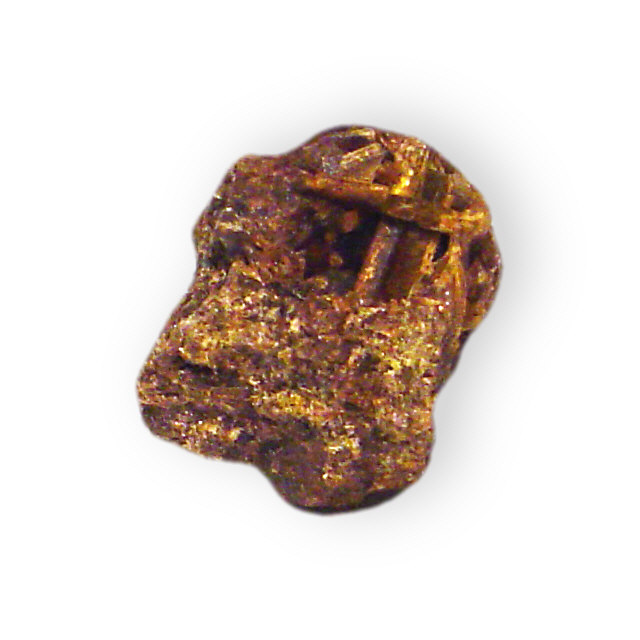
Аксиніт з Каліфорнії
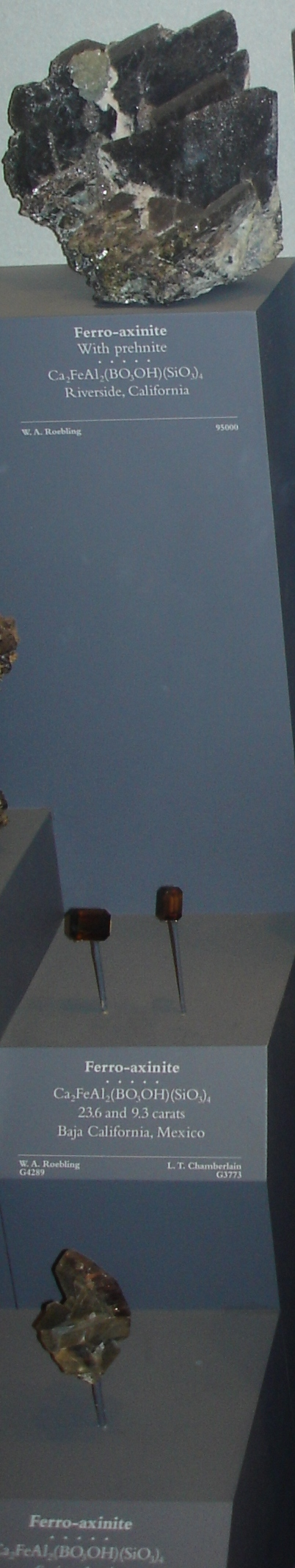
Ферроаксиніт у колекції National Museum of Natural History
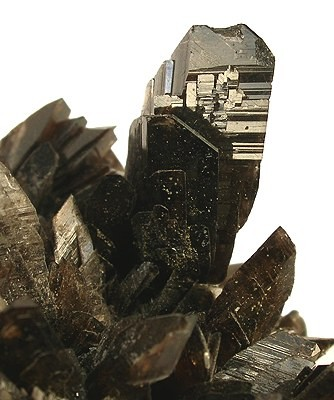
Манганаксиніт (Axinite-(Mn)), розміри кристалів до 4 см. Росія
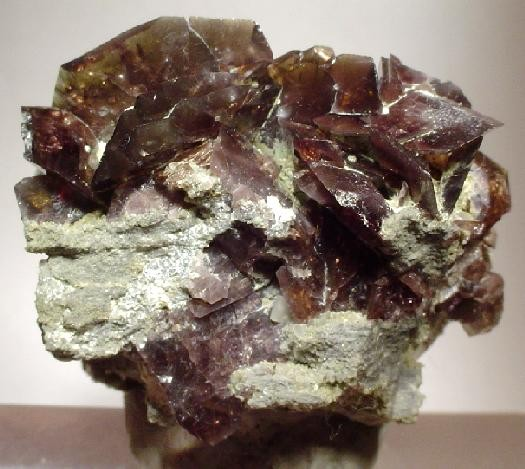
Clove-brown axinite crystals to 2.3 cm set atop matrix from the West Bor Pit at Дальнегорськ, Росія
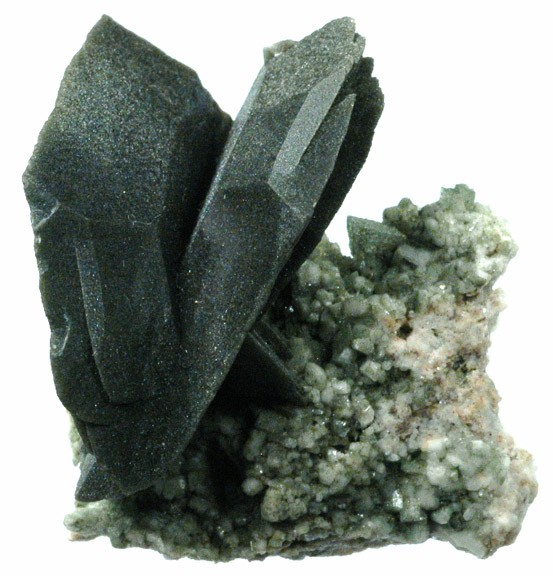
Chloritized bladed crystals of Axinite forming on Adularia from the Swiss Alps
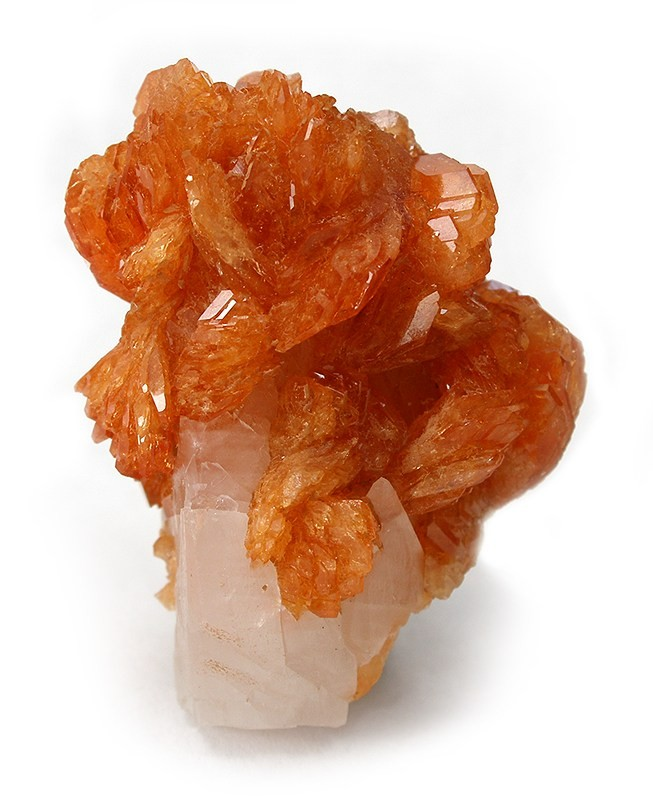
Тинценіт на кальциті,  4.5 x 3.5 x 3 см.  Wessels Mine, Kalahari manganese fields,Northern Cape Province, Південна Африка
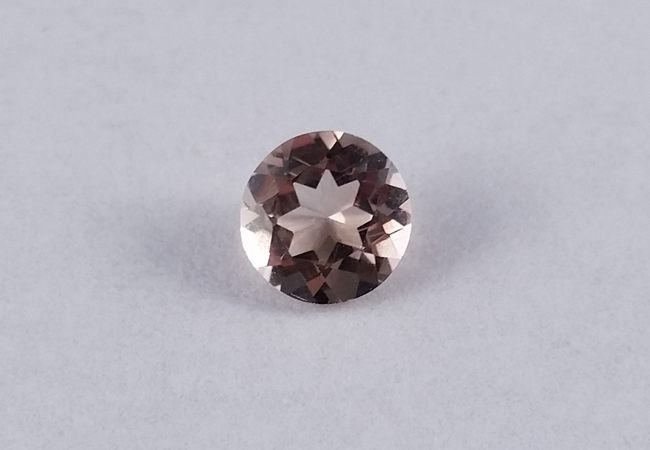
Огранований аксиніт, 1.02 карати, Бразилія